# Helophilus fasciatus
Helophilus fasciatus är en tvåvingeart som beskrevs av Walker 1849. Helophilus fasciatus ingår i släktet kärrblomflugor, och familjen blomflugor. Inga underarter finns listade i Catalogue of Life.